# Talmut
El Talmut es un juego de cartas de 3 a 8 jugadores que se juega con una baraja española. Es una variante del más conocido Tamalou, que a diferencia del Talmut, se juega con baraja francesa

## Objetivo
El objetivo de cada ronda es descartarse del mayor número de cartas posible, y reuniendo la menor cantidad de puntos posible.

## Desarrollo del juego
Se reparten cuatro cartas a cada jugador, que colocarán boca abajo y sin mirar. Se coloca el mazo de cartas restantes en medio de la mesa y se levanta la primera. En orden, cada jugador roba una carta, ya sea del mazo o del montón de cartas descubiertas, y decide si cambiarla por una carta propia o desecharla. Si la cambia, tira la otra carta en el montón.
Cada vez que se tira una carta, los demás jugadores pueden tirar una carta del mismo número, aunque no sea su turno, pero si se equivocan robarán una carta.
A medida que transcurre la ronda, los jugadores deben intentar disminuir el valor de sus cartas, reemplazándolas por cartas de menor valor provenientes del mazo o del montón, tirándolas en el montón si tiene la oportunidad, o intercambiándolas con aquellas de sus adversarios en caso de utilizar sotas, caballos o reyes
Cuando un jugador crea tener entre todas sus cartas una puntuación menor o igual a 5, puede decir Talmut. Desde este momento los demás jugadores tendrán un último turno para intentar cambiar cartas al jugador que esté en Talmut, haciendo que se quede con cartas más altas. En esta ronda el jugador que está en Talmut, puede en cualquier momento quitarse del Talmut, si decide que ya no le conviene su mano de cartas. Si esto ocurre se seguirán haciendo más rondas hasta que otro jugador entre en Talmut. Si termina una ronda después de que alguien se meta en Talmut, se descubren todas las cartas y se cuentan los puntos de cada uno.

## Poderes de las cartas
- Sota: mirar una carta de cualquier jugador
- Caballo: intercambiar dos cartas de cualquier jugador, sin mirarlas
- Rey: mirar una carta de un jugador e intercambiarla por una de otro jugador

NOTA: solo se aplica el poder de estas cartas cuando acaban de ser cogidas del mazo, no cuando ha sido intercambiada por otra carta por un jugador.

## Sistema de puntuación
Gana el jugador que menos puntos acumula al término de un número indeterminado de rondas o cuando alguien llega a 50 puntos.
Cada carta tiene su propio valor (Sota = 10, Caballo = 11, Rey = 12)
- Datos: Q130102028